# 祁连山路站
祁连山路站位于上海普陀区桃浦镇真南路祁连山路，车站主体位于真南路路面下，呈东西向。为上海轨道交通十一号线一期的车站。

## 车站结构

### 车站楼层
| 地面层   | 出入口             | 1-5出入口                         |  |  |
| 地下一层 | 站厅               | 票务服务、自动售票机、人工服务台  |  |  |
| 地下二层 |                    | █ 11号线 往嘉定北或花桥（武威路） |  |  |
|          | 岛式站台，左侧开门 |                                   |  |  |
|          |                    | █ 11号线 往迪士尼（李子园）       |  |  |

祁连山路站共有3层。地面为车站出口，地下一层为车站大厅，地下二层为十一号线站台。本站设有2个站台，共同使用一个岛式站台。其中一个供往嘉定北、花桥方向列车使用，另一个供往迪士尼方向列车使用。

### 车站出口
祁连山路站设有5个出口。
|          |                    |      |
| 出口编号 | 建议前往目的地     | 照片 |
| 1号口    | 真南路             |      |
| 2号口    | 祁连山南路、真南路 |      |
| 3号口    | 真南路             |      |
| 4号口    | 真南路             |      |
| 5号口    | 祁连山路           |      |

## 车站历史
2009年12月31日：祁连山路站启用。